# Mejîhirți, Halîci
Mejîhirți (în ucraineană Межигірці) este o comună în raionul Halîci, regiunea Ivano-Frankivsk, Ucraina, formată numai din satul de reședință.

## Amplasament
Situat de-a lungul râului Bibelka - afluentul stâng al Nistrului, la 6 km est de Halîci. Un drum local leagă localitatea de Meduha și Tustan. Numele părților satului: Valea, Colțul, Mijlocul.
La 1 ianuarie 2001, în Mezhigirți locuiau 640 de persoane, cu 216 gospodării. Numele tipice ale locuitorilor: Virsta, Gorodetsky, Zasyadko, Zinkovsky, Kernyakevich, Leochko, Sachovsky.

## Toponimie
Numele satului, cel mai probabil, provine de la amplasarea sa între dealuri, care sunt numite „gârle”. Împrejurimile sunt într-adevăr destul de dealate.

## Istorie
Mentionat pentru prima dată într-un document al regelui Vladislav al II-lea Iagello din 23 februarie 1431, în care se menționează că regele a acordat lui Ian din Konetspolsk un oraș Bosh (actualul Kulikiv) și satele Zboiska, Miliatin și Mejîhirți, ca recompensă pentru serviciul său îndelungat și ca gaj pentru împrumuturile de 300 de grivne.
De asemenea, menționat în actele judecătorești din Halici din 5 mai 1438. Pe 28 mai 1466, arhiepiscopul de Lvov, Grigory din Sianok, a donat lui Petro din Dobievo satele Mejîhirți și Semikivtsi.
Teritoriul satului a fost locuit încă din epoca paleolitică (150-11 mii î.Hr.). Nu este exclus ca așezarea să își aibă originea dintr-un vechi castel sau mănăstire, cum atestă diverse surse.
Istoricul polonez Syarchinsky menționează: „Un loc în acest sat se numește Zamchysko, iar al doilea - Mănăstirea. Până în prezent, nu au rămas urme de construcții la Zamchysko, ceea ce înseamnă că castelul care era aici odinioară era din lemn. Locul numit Mănăstirea este de fapt o peșteră în lanțul muntos care se întinde de-a lungul Nistrului de la Burshchina și mai departe la Mariampil și este accesibil doar din sud. O peșteră veche (o peșteră în stâncă) păstrează urme evidente de prelucrare manuală și este decorată cu alabastru, marmură și ghips. Numele și legendele confirmă, de asemenea, ideea că aici a existat o veche mănăstire. Până în prezent, acolo unde se afla mănăstirea, în locul numit Skala, se află o piatră uriașă cu o suprafață plană”.
La mijlocul lunii august 1943, naziștii au primit informații că în sat se află un grup de luptători ai UPA (30 de persoane). După o luptă scurtă, naționaliștii înconjurați au reușit să se desprindă. 20 de persoane au scăpat, iar 10 au murit.

#### Biserica greco-catolică Sf. Parascheva în satul Mezhigirtsy
Biserica din satul Mejîhirți a fost construită în 1892 (după alte date - în 1896). A fost o biserică parohială. 

## Demografie
Componența lingvistică a comunei Mejîhirți
     Ucraineană (100%)
Conform recensământului din 2001, toată populația comunei Mejîhirți era vorbitoare de ucraineană (100%).